# Saint-May
Saint-May är en kommun i departementet Drôme i regionen Auvergne-Rhône-Alpes i sydöstra Frankrike. Kommunen ligger i kantonen Rémuzat som tillhör arrondissementet Nyons. År 2022 hade Saint-May 31 invånare.

## Befolkningsutveckling
Antalet invånare i kommunen Saint-May
Referens:INSEE